# 하그포르스시

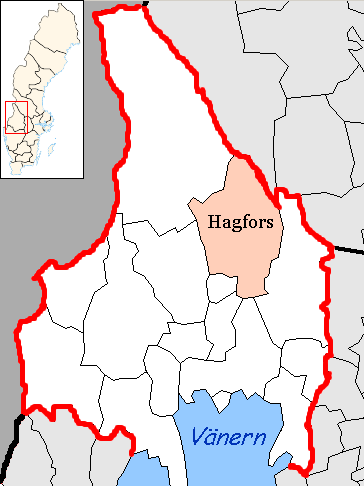
하그포르스 시의 위치

하그포르스시(스웨덴어: Hagfors kommun)는 스웨덴 베름란드주에 위치한 지방 자치체로 행정 중심지는 하그포르스이며 면적은 2,000.15km2, 인구는 11,917명(2016년 12월 31일 기준), 인구 밀도는 6.0명/km2이다.

시 문장